# Las Garcitas
Las Garcitas är en ort i Argentina.   Den ligger i provinsen Chaco, i den norra delen av landet, 900 km norr om huvudstaden Buenos Aires. Las Garcitas ligger 86 meter över havet och antalet invånare är 4 244.
Terrängen runt Las Garcitas är mycket platt. Runt Las Garcitas är det glesbefolkat, med 10 invånare per kvadratkilometer.. Las Garcitas är det största samhället i trakten. 
Omgivningarna runt Las Garcitas är huvudsakligen savann.